# Mandideep
Mandideep là một thành phố và khu đô thị của quận Raisen thuộc bang Madhya Pradesh, Ấn Độ.

## Nhân khẩu
Theo điều tra dân số năm 2001 của Ấn Độ, Mandideep có dân số 39.898 người. Phái nam chiếm 56% tổng số dân và phái nữ chiếm 44%. Mandideep có tỷ lệ 65% biết đọc biết viết, cao hơn tỷ lệ trung bình toàn quốc là 59,5%: tỷ lệ cho phái nam là 73%, và tỷ lệ cho phái nữ là 56%. Tại Mandideep, 18% dân số nhỏ hơn 6 tuổi.